# Carrie Preston
Pour les articles homonymes, voir Preston.
Carrie Preston, née le 21 juin 1967 à Macon (Géorgie, États-Unis), est une actrice, réalisatrice, productrice et monteuse américaine.
Elle est connue pour ses rôles à la télévision dans True Blood, Person of Interest ou encore The Good Wife, The Good Fight et Elsbeth dans le rôle d'Elsbeth Tascioni.

## Biographie
Carrie Preston, née d'une mère comédienne et d'un père ingénieur, a grandi à Macon (Géorgie). Elle étudie l'art à l'université d'Evansville.

Elle est mariée à l'acteur Michael Emerson. Son frère est l'acteur John G. Preston (en).

## Filmographie

### Actrice

#### Cinéma
- 1985 : Just a Friend de Peter Neil Nason : Mint Jennifer
- 1997 : Norville and Trudy de Dianah Wynter : Sam
- 1997 : The Journey de Harish Saluja : Laura Singh
- 1997 : Le Mariage de mon meilleur ami (My Best Friend's Wedding) de Paul J. Hogan : Mandy Newhouse (VF : Véronique Alycia)
- 1997 : Les Sexton se mettent au vert (For Richer or Poorer) de Bryan Spicer : Rebecca Yoder
- 1998 : Code Mercury (Mercury Rising) de Harold Becker : Emily Lang
- 1999 : Guinevere d'Audrey Wells : Patty
- 1999 : Broadway, 39e rue (Cradle Will Rock) de Tim Robbins : l'administratrice VTA
- 2000 : Femme recherchée (Woman Wanted) de Kiefer Sutherland : Monica
- 2000 : La Légende de Bagger Vance (The Legend of Bagger Vance) de Robert Redford : Idalyn Greaves
- 2004 : Straight-Jacket de Richard Day : Sally Stone
- 2004 : Et l'homme créa la femme (The Stepford Wives) de Frank Oz : Barbara
- 2005 : Transamerica de Duncan Tucker : Sydney
- 2006 : Lovely by Surprise de Kirt Gunn : Marian
- 2007 : Tabou(s) (Towelhead / Nothing Is Private) d'Alan Ball : Evelyn Vuoso
- 2008 : Doute (Doubt) de John Patrick Shanley : Christine Hurley
- 2008 : Ready ? OK ! de James Vasquez : Andy Dowd
- 2008 : Vicky Cristina Barcelona de Woody Allen : Sally
- 2009 : Duplicity de Tony Gilroy : Barbara Bofferd
- 2009 : That Evening Sun de Scott Teems : Ludie Choat
- 2010 : Virginia de Dustin Lance Black : Betty
- 2011 : A Bag of Hammers de Bryan Crano : Lynette
- 2011 : Sironia de Brandon Dickerson : Grace
- 2013 : Qui a peur de Vagina Wolf ? (Who's Afraid of Vagina Wolf ?) d'Anna Margarita Albelo : Chloe / Angel Tits
- 2013 : Vino Veritas de Sarah Knight : Claire
- 2013 : Beneath the Harvest Sky d'Aron Gaudet et Gita Pullapilly : Kim
- 2014 : Ruth & Alex de Richard Loncraine : Miriam Carswell
- 2016 : Tradeuse (Equity) de Meera Menon : Abby, responsable de la conformité
- 2016 : Six LA Love Stories de Michael Dunaway : Diane Mackey
- 2017 : To the Bone de Marti Noxon : Susan
- 2017 : And Then I Go de Vincent Grashaw : Ms. Arnold
- 2017 : Daisy Winters de Beth LaMure : Tante Margaret
- 2018 : 30 Miles from Nowhere de Caitlin Koller : Sylvia
- 2020 : Avalanche (One of These Days) de Bastian Günther : Joan Dempsey
- 2022 : Glimpse de Theresa Rebeck : Emily
- 2022 : Space Oddity de Kyra Sedgwick : Jane McAllister
- 2022 : They/Them de John Logan : Cora
- 2023 : Winter Break (The Holdovers) d'Alexander Payne : Lydia Crane

#### Télévision
- 1996 : Cutty Whitman (téléfilm) : Sheriff
- 1998 : Grace & Glorie (en) (téléfilm) : Charlene
- 1999 : Sex and the City (saison 2, Épisode 7) : Madeline Dunn
- 1999 : Spin City (TV) (Saison 3, Épisode 22) : Gayle
- 2001 : Emeril (série télévisée) : B.D. Benson
- 2003 : New York, section criminelle (saison 2, épisode 23) : Megan Colby
- 2004 : Wonderfalls (saison 1, épisode 4) : sister Katrina
- 2004 : La star de la famille (saison 2 épisode 3) Sally Jones
- 2004 : New York, section criminelle (saison 4, épisode 7) : Doreen Whitlock
- 2005 : Arrested development : (saison 3 épisode 10) Jan Eagleman
- 2005 : Numbers (série télévisée) (saison 1, épisode 10) : Vicky Sites
- 2005 : The inside : Kelly Cowake (saison1 épisode 3)
- 2006 : New York, section criminelle (saison 6, épisode 5) : Lena Copeland
- 2007 : Lost (saison 3, épisode 20) : Emily Linus
- 2007 : Desperate Housewives (saison 4, épisode 7) : Lucy Lindquist
- 2009 : Private Practice (saison 2, épisode 20) : Miss Pierce
- 2008-2014 : True Blood (saisons 1 à 7) : Arlene Fowler
- 2010-2016 : The Good Wife (s1, ép20, 22/ s3, ep7,12, 13, 14/ s4, ep 12, 13, 14/ s5 ep14/ s6 ep5, 6/ s7 ep 15) : Elsbeth Tascioni, avocate
- 2011 : New York, unité spéciale (saison 13, épisode 8) : Bella Zane
- 2012 : Person of Interest (saison 1, épisode 22/ saison 2, épisodes 6,8,21,22/ saison 3 épisode 21/saison 5 épisode 13) : Grace Hendricks
- 2013 : Qui a peur de Vagina Wolf ? (Who's Afraid of Vagina Wolf?) : Chloe / Angel Tits
- 2013 : 5 Flights Up de Richard Loncraine : Miriam Carswell
- 2014 : The Following(saison 2, épisodes 1, 2, 3) : Judy
- 2014 : Getting on (saison 2 épisode 4): Denya Thorp
- 2014 : Person of Interest (saison 3, épisode 21) : Grace Hendricks
- 2015 : HAPPYish : Debbie
- 2015 : Crowded : Martina Gunn
- 2015 : Grâce et Frankie (saison 2 épisode 9) Kristle
- 2017 : When We Rise (saison 1, 3 épisodes) : Sally Gearhart
- 2017-2022 : The Good Fight (cinq épisodes) : Elsbeth Tascioni (plus deux épisodes en tant que réalisatrice en 2021 et 2022)
- 2017-2018 : Claws : Polly Moss
- 2018 : Brockmire (saison 2 épisode 5,7,8) Elle
- 2021 : Dr Death (mini-série) : Robbie McClung
- 2024 : Elsbeth : Elsbeth Tascioni

### Réalisatrice, productrice et monteuse
- 2005 : 29th and Gay

## Distinctions

### Récompenses
- 2013 : Primetime Emmy Award de la meilleure actrice invitée dans une série télévisée dramatique pour The Good Wife